# 伽师巴楚地震
伽师巴楚地震是2003年2月24日早上10:03發生在新疆维吾尔自治区的地震。 震央位於喀什市以東105公里和阿克蘇市以西310公里，靠近伽師縣和巴楚縣。 地震造成至少268人死亡和4,000多人受傷（其中重伤2058人），而這些傷亡大部分都集中發生在巴楚縣，受灾人口达51万多人。劇烈的地震導致將近10,000所房屋被夷為平地。2003年2月26日發生的強烈餘震又造成5人死亡。